# ماكس بينغ
ماكس بينغ (بالألمانية: Max Bing)‏ هو ممثل ألماني، ولد في 15 مارس 1885 بدرسدن في ألمانيا، وتوفي في 7 فبراير 1945 في التشيك.

## وصلات خارجية
- ماكس بينغ على موقع IMDb (الإنجليزية)